# کودتای ۲۰۰۶ فیجی
کودتای ۲۰۰۶ فیجی توسط فرانک باینیماراما علیه دولت منتخب روی داد. انگیزهٔ اصلی کودتا اصرار دولت به بخشودن عاملان کودتای قبلی در سال ۲۰۰۰ بود که با مخالفت ارتش روبه‌رو شد.

## پیش‌زمینه
فیجی جامعه‌ای دوقطبی دارد. بیش از نیمی از جمعیت را بومیان و کمتر از نیمی دیگر را هندیان تشکیل می‌دهند. هندیان فرزندان مهاجرانی هستند که استعمارگران بریتانیایی به عنوان کارگر با خود به فیجی آورده بودند. هندیان در کسب و کار موفق بوده، شهری شده و از نظر اقتصادی دست بالا را دارند، هرچند سهمشان از جمعیت رو به کاهش است. صنعت شکر فیجی که از منابع عمدهٔ درآمد کشور است، توسط هندیان می‌چرخد. از آن طرف بومیان عمدتاً روستایی و فقیر هستند و به کارهای نظامی و دولتی اشتغال دارند.